# Kapustalampi
Kapustalampi är en sjö i Finland. Den ligger i kommunen Pudasjärvi i landskapet Norra Österbotten, i den centrala delen av landet, 600 km norr om huvudstaden Helsingfors. Kapustalampi ligger 136 meter över havet. Arean är 23,3 hektar och strandlinjen är 2,17 kilometer lång. Sjön  ingår i Ijo älvs huvudavrinningsområde. 